# Миронівська сільська рада (Балтський район)
Миро́нівська сільська́ ра́да — колишня адміністративно-територіальна одиниця та орган місцевого самоврядування в Балтському районі Одеської області. Адміністративний центр — село Мирони.

## Загальні відомості
Миронівська сільська рада утворена в 1961 році.
- Територія ради: 25,74 км²
- Населення ради: 704 особи (станом на 2001 рік)
- Територією ради протікає річка Кодима

## Населені пункти
Сільській раді підпорядковані населені пункти:
- с. Мирони

## Населення
Згідно з переписом 1989 року населення сільської ради становило 778 осіб, з яких 333 чоловіки та 445 жінок.
За переписом населення 2001 року в сільській раді мешкало 688 осіб.

### Мова
Розподіл населення за рідною мовою за даними перепису 2001 року:
| Мова       | Відсоток |
| ---------- | -------- |
| українська | 90,48 %  |
| російська  | 8,1 %    |
| молдовська | 0,99 %   |
| болгарська | 0,14 %   |

## Склад ради
Рада складається з 12 депутатів та голови.
- Голова ради: Михайлюк Лідія Василівна
- Секретар ради: Гогу Наталя Василівна

### Керівний склад попередніх скликань
| Прізвище, ім'я, по батькові | Основні відомості                                                               | Дата обрання | Дата звільнення |
| --------------------------- | ------------------------------------------------------------------------------- | ------------ | --------------- |
| Михайлюк Лідія Василівна    | Сільський голова, 1962 року народження, освіта середня спеціальна, позапартійна | 26.03.2006   | 31.10.2010      |
| Михайлюк Лідія Василівна    | Сільський голова, 1962 року народження, освіта середня спеціальна, позапартійна | 31.10.2010   |                 |

Примітка: таблиця складена за даними сайту Верховної Ради України

### Депутати
За результатами місцевих виборів 2010 року депутатами ради стали:

#### За суб'єктами висування
| Суб'єкт висування                                       | Кількість обраних депутатів | %    |
| ------------------------------------------------------- | --------------------------- | ---- |
| Партія регіонів                                         | 11                          | 91,7 |
| Політична партія Всеукраїнське об'єднання «Батьківщина» | 1                           | 8,3  |

#### За округами
| № округу                                                | Прізвище, ім'я, по батькові     | Дата визнання обраним | Освіта  | Партійна приналежність                        | Відомості про обраного депутата                 |
| ------------------------------------------------------- | ------------------------------- | --------------------- | ------- | --------------------------------------------- | ----------------------------------------------- |
| Партія регіонів                                         |                                 |                       |         |                                               |                                                 |
| 1                                                       | Макарчук Вікторія Валеріївна    | 04.11.2010            | середня | член Партії регіонів                          | сільська рада, прибиральниця                    |
| 2                                                       | Вознюк Володимир Матвійович     | 04.11.2010            | середня | член Партії регіонів                          | пенсіонер                                       |
| 3                                                       | Демидочкіна Тетяна Борисівна    | 04.11.2010            | вища    | позапартійна                                  | сільська бібліотека, бібліотекар                |
| 4                                                       | Гогу Наталя Василівна           | 04.11.2010            | вища    | член Партії регіонів                          | сільська рада, секретар                         |
| 5                                                       | Бойко Ніна Миколаївна           | 04.11.2010            | середня | член Партії регіонів                          | пенсіонер                                       |
| 6                                                       | Сільченко Наталія Володимирівна | 04.11.2010            | середня | член Партії регіонів                          | сільська рада, охоронник                        |
| 7                                                       | Ткаченко Олег Володимирович     | 04.11.2010            | вища    | позапартійний                                 | організація «Городок», головний бухгалтер       |
| 8                                                       | Разводов Валерій Володимирович  | 04.11.2010            | середня | позапартійний                                 | агрофірма «Хлібна Нива», бригадир               |
| 9                                                       | Татарина Ніна Михайлівна        | 04.11.2010            | вища    | член Партії регіонів                          | сільська рада, бухгалтер                        |
| 10                                                      | Лозанюк Зоя Василівна           | 04.11.2010            | вища    | позапартійна                                  | відділ освіти Балтської РДА, головний бухгалтер |
| 12                                                      | Тарнавська Тетяна Сергіївна     | 04.11.2010            | середня | позапартійна                                  | агрофірма «Хлібна Нива», заступник директора    |
| Політична партія Всеукраїнське об'єднання «Батьківщина» |                                 |                       |         |                                               |                                                 |
| 11                                                      | Гаврилюк Володимир Миколайович  | 04.11.2010            | середня | член Всеукраїнського об'єднання «Батьківщина» | пенсіонер                                       |